# Cyberprinsen
Cyberprinsen är den tredje boken om Emanuel Hjort av kusinerna Sören Olsson och Anders Jacobsson. Första utgåvan utkom i september 2002.

## Bokomslaget
Bokomslaget visar olika tjejer, och en dator.

## Handling
Emanuel raggar flickor i cyberspace, och får kontakt med 20-åriga Jeanette då han själv ljugit att han är 19. Titeln Cyberprinsen syftar på den kille Emanuel hittar på och låtsas vara på en Internetchat-hemsida. Han är då en äldre, seriös kille som styrketränar, skriver poesi, spelar gitarr och söker efter ett seriöst förhållande.
Emanuel jobbar kvar i porrbutiken. Han drömmer om Helene, men inleder samtidigt ett förhållande med en flicka i skolan som heter Fanny, vilket han ångrar. Fanny blir svartsjuk. Han får prao-plats på ett sjukhus och hjälper kompisen Tage med en rockvideo. 
Han ser också en ny chans på Helene, då hon gör slut med Jack.

### Fotnoter
1. ↑  ”Cyberprinsen” (på engelska). Worldcat. 14 mars 2002. https://www.worldcat.org/title/cyberprinsen/oclc/186194374&referer=brief_results. Läst 30 mars 2015.